# Kurbetrieb in Bad Bergzabern
Kurbetrieb in Bad Bergzabern ist in folgenden Bereichen belegt:  Luftkur, Kneipp-Kur, Trinkkur und Badekur.

## Geschichte

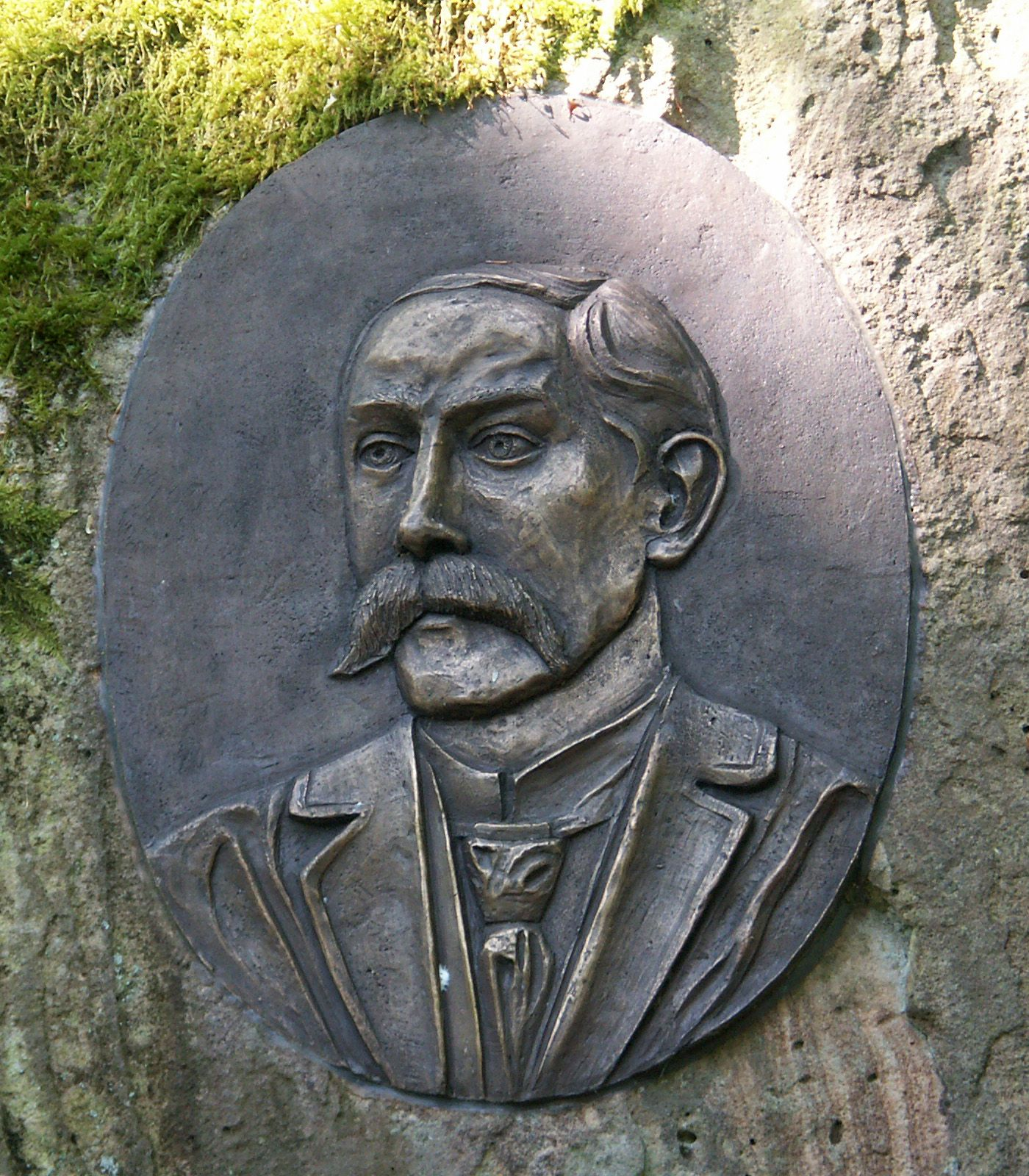
Eduard Tischberger

### Anfänge im 19. Jahrhundert
1875 gründete sich in Bergzabern  ein Verschönerungsverein mit dem Ziel, „Bergzabern und seine schöne Umgebung mehr und mehr zum Wanderziel von Luftkurgästen zu machen“. 1886 baute man im Erlenbachtal das erste Kurhaus, in dem ab 1892 durch Eduard Tischberger (1858–1900) „Kneippsche Kaltwasseranwendungen“ verabreicht wurden. Tischberger begründete damit die Kneipp-Therapie in Bergzabern. 1894 folgte ein zweites Kurhaus. Am 12. Oktober 1896 weilte Sebastian Kneipp selbst zu einem Vortrag in Bergzabern, nachdem 1893 hier ein Kneipp-Verein gegründet worden war. Die Zahl der Kurhotels wuchs in dieser Zeit an.

### Seit dem 20. Jahrhundert
Angeregt durch geologische Erkenntnisse zum Oberrheingraben, kam um 1928 die Vermutung auf, im tiefen Untergrund von Bergzabern könne Thermalwasser vorhanden sein, möglicherweise solches mit Heilpotential. Der Gedanke wurde 1929 durch eine 262 Meter tiefe Bohrung im Bereich „Rötzwiese“ überprüft. Tatsächlich konnte so eine Mineralwasser-Quelle namens „Petronella“ erschlossen werden, benannt nach dem in der Nähe liegenden Bergzug „Petronell“. Ihr Wasser besaß eine natürliche Temperatur von 20,5 °C. Das Bayerische Innenministerium erkannte die Quelle 1931 als Heilquelle an. Sie war ab 1936 im Besitz der Stadt Bergzabern. Das Mineralwasser diente der Trinkkur in einer neu erbauten Wandelhalle im Kurpark.
Im Zweiten Weltkrieg war ein geordneter Kurbetrieb kaum möglich: Bergzabern lag als „Frontstadt“ mit Westwall innerhalb der „Roten Zone“. Es kam zu zwei großen Evakuierungen und erheblichen Zerstörungen im Stadtgebiet.
Nach Kriegsende lief der Kurbetrieb langsam wieder an. 1953 wurde Bergzabern staatlich anerkannter 
Kneippkurort. 1958 folgte das Prädikat „Heilklimatischer Kurort“. Die Petronella-Quelle musste allerdings 1951 aufgegeben werden, weil ihre in die Tiefe reichenden Rohre im Laufe der Zeit stark korrodiert waren.
1962 gelang die Gründung einer Kurbetriebsgesellschaft, die sich später zur Staatsbad Bad Bergzabern GmbH wandelte, im Besitz des Landes Rheinland-Pfalz, des Landkreises Südliche Weinstraße und der Stadt Bergzabern.  
1964 genehmigte das Land Rheinland-Pfalz, „Bergzabern“ in „Bad Bergzabern“ umzubenennen. Im Interesse des Kurbetriebs entstanden 1973 im südlichen Stadtgebiet mehrere Ferien-Appartementhäuser. 

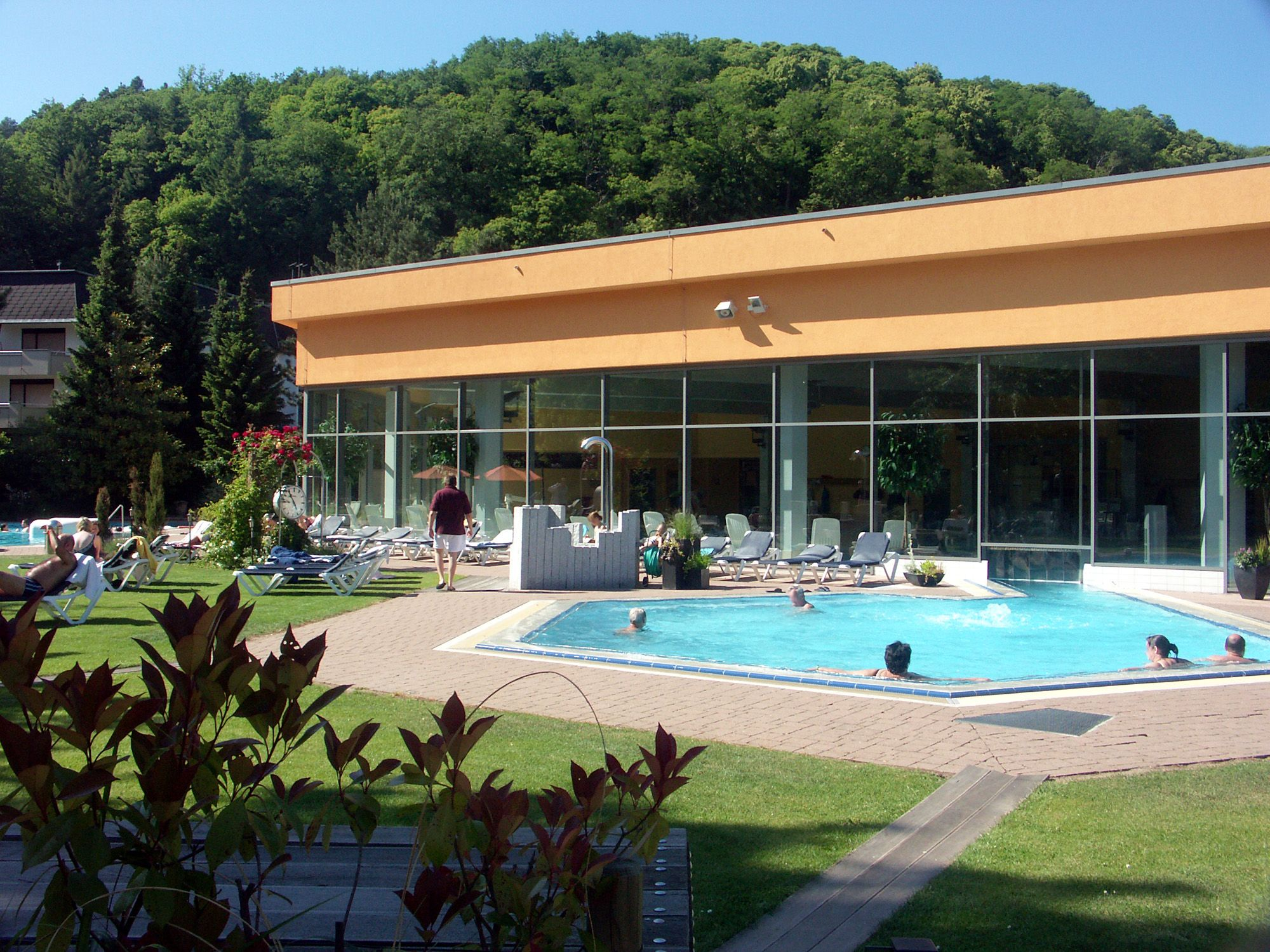
Thermalbad

Seit 1951 fehlte der Kurstadt das lokale Petronella-Mineralwasser. Um dieses Defizit zu beheben, bohrte man unter der Regie des Geologischen Landesamts Rheinland-Pfalz 1969/70 etwa 40 m neben dem alten Bohrloch neu und legte einen frischen sauberen Zugang zu den natürlichen Mineralwasser-Ressourcen im Untergrund. Das Wasser wird seither wieder verwendet, insbesondere in einem 1974 erbauten Thermalbad. Die natürliche Schüttungstemperatur des Wassers, das nun aus 451 m Tiefe kommt, beträgt knapp 22 °C. Es wird für den Badebetrieb etwas nacherhitzt, auf 26 bis 32 °C. Damit eine ähnliche Versorgungs-Lücke wie zwischen 1951 und 1970 nicht wieder entstehen kann, installierte man zur Absicherung 1985/86 mit Hilfe eines dritten Bohrlochs einen Reserve-Zugang zum Mineralwasser-Vorkommen.
Nach Analysen gehört das Petronella-Mineralwasser aller drei Bohrlöcher in die Kategorie „Natrium-Chlorid-Therme“ (Systematik des Deutschen Bäderverbandes von 1979). Medizinisch erwähnenswert ist der mit 6,6 mg/Liter relativ hohe natürliche Bromid-Gehalt. Im Petronella-Heilwasser finden sich keine Hinweise auf einen anthropogenen Einfluss. Das bedeutet: Es enthält keine Rückstände von Waschmitteln, Erdölprodukten, sonstigen Industrieerzeugnissen oder anderen vom Menschen verursachten Substanzen. Auch mikrobiologisch ist das Wasser einwandfrei. Es ist demnach vom Oberflächenwasser und von oberflächennahem Grundwasser geologisch gut getrennt. Die genauen Analyse-Daten sowie viele weitere Informationen zu den drei Bohrungen sind online zugänglich.
1984 wurde das "Haus des Gastes" erbaut, mit Veranstaltungssaal, Restauration, Tagungsräumen und Informations-Möglichkeiten. 1995 erhielt das Thermalbad ein Therapiebecken für Wassergymnastik. Von 2004 bis 2006 wurde es modernisiert und um eine Saunalandschaft sowie Wellness-Angebote erweitert.
Bad Bergzabern lebt gegenwärtig zu einem wesentlichen Teil vom Kurbetrieb. Seit 2005 gewinnt der  Gesundheitstourismus aufgrund des demographischen Wandels hier zunehmend an  Bedeutung.

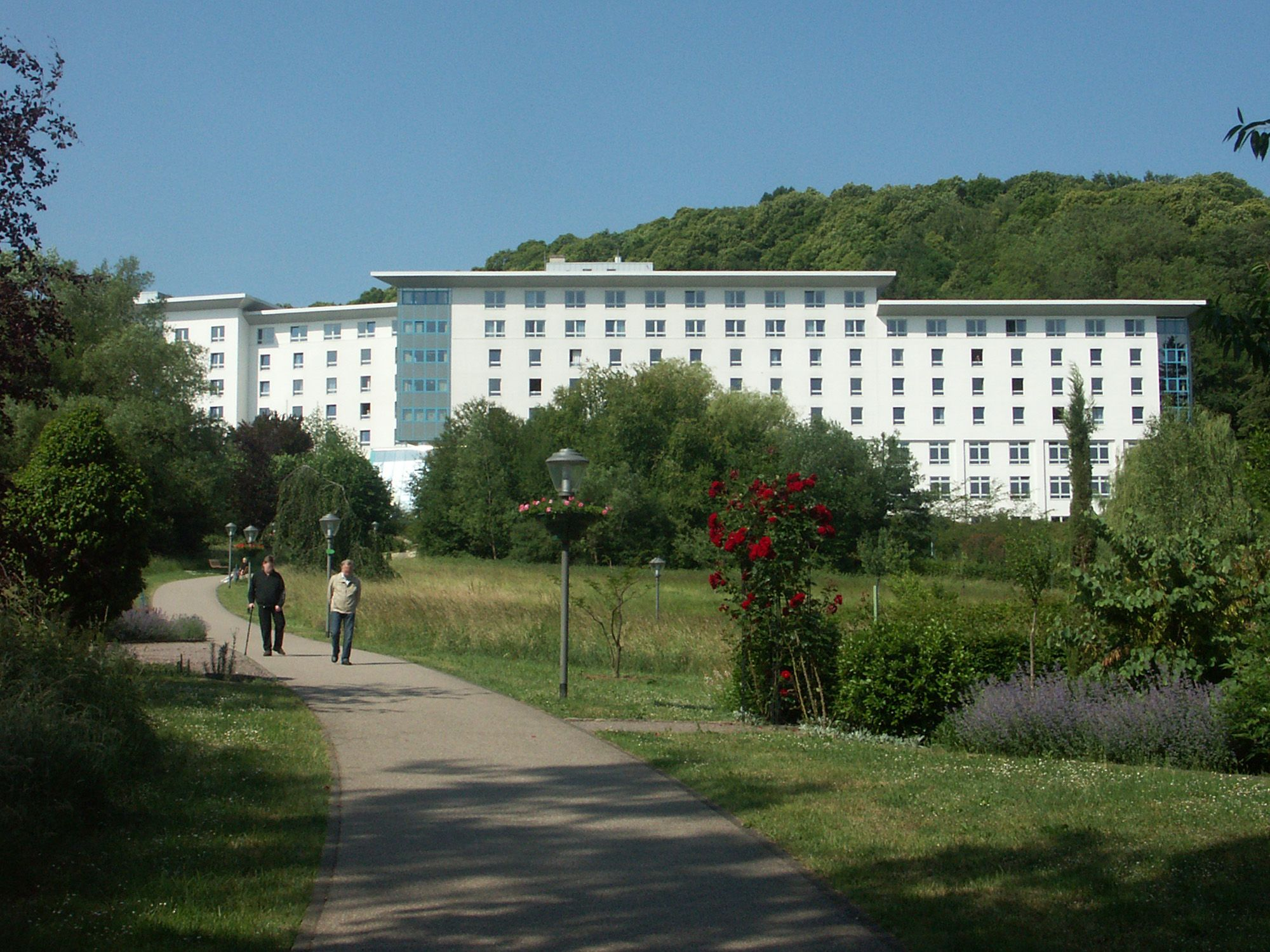
Edith-Stein-Klinik

Im Zentrum des Kur- und Kneipp-Angebotes steht heute die Südpfalz-Therme, ergänzt durch drei Fachkliniken:
- Biomedklinik für komplementäre Krebstherapie
- Edith-Stein-Fachklinik für Orthopädie, Neurologie und Geriatrie
- Parkklinik für Psychosomatik und Verhaltenstherapie